# Liste der Kulturgüter in Conthey
Die Liste der Kulturgüter in Conthey enthält alle Objekte in der Gemeinde Conthey im Kanton Wallis, die gemäss der Haager Konvention zum Schutz von Kulturgut bei bewaffneten Konflikten, dem Bundesgesetz vom 20. Juni 2014 über den Schutz der Kulturgüter bei bewaffneten Konflikten sowie der Verordnung vom 29. Oktober 2014 über den Schutz der Kulturgüter bei bewaffneten Konflikten unter Schutz stehen.
Objekte der Kategorie A sind im Gemeindegebiet nicht ausgewiesen, Objekte der Kategorie B sind vollständig in der Liste enthalten, Objekte der Kategorie C fehlen zurzeit (Stand: 1. Januar 2023).

## Kulturgüter
| Foto |                                                                                        | Objekt | Kat. | Typ | Standort                                | Beschreibung |
| ---- | -------------------------------------------------------------------------------------- | --- | ---- | --- | --------------------------------------- | ------------ |
| ja   | Datei hochladen · Wikidata zu Kapelle Sainte-Pétronille (Q29892002)                    | Kapelle Sainte-Pétronille / Chapelle Sainte-Pétronille KGS-Nr.: 06701                                            | B    | G   | Bourg, Rue Lombarde 4.1 589429 / 120099 |              |
| ja   | Datei hochladen · Wikidata zu Kirche Saint-Séverin und Gruppe alter Häuser (Q29892004) | Kirche Saint-Séverin und Gruppe alter Häuser / Église Saint-Séverin et groupe de vieilles maisons KGS-Nr.: 06702 | B    | G   | Route de l’Église 10.1 589327 / 120285  |              |